# 沙托讷夫
沙托讷夫（法語：Châteauneuf，法語發音：[ʃatonœf]，意为“新堡”）是法国卢瓦尔省的一个市镇，位于该省东南部，和罗讷省接壤，属于圣艾蒂安区。

## 地理
沙托讷夫（45°31'19"N, 4°37'29"E）面积13.65 平方千米，位于法国奥弗涅-罗讷-阿尔卑斯大区卢瓦尔省，该省份为法国中南部省份，北起顺时针与索恩-卢瓦尔省、罗讷省、伊泽尔省、阿尔代什省、上盧瓦爾省、多姆山省和阿列省接壤。
与沙托讷夫接壤的市镇（或旧市镇、城区）包括：法尔奈、里沃德日耶、雅雷地区圣克鲁瓦、隆日、塔尔塔拉、沙巴尼耶尔。
沙托讷夫的时区为UTC+01:00、UTC+02:00（夏令时）。

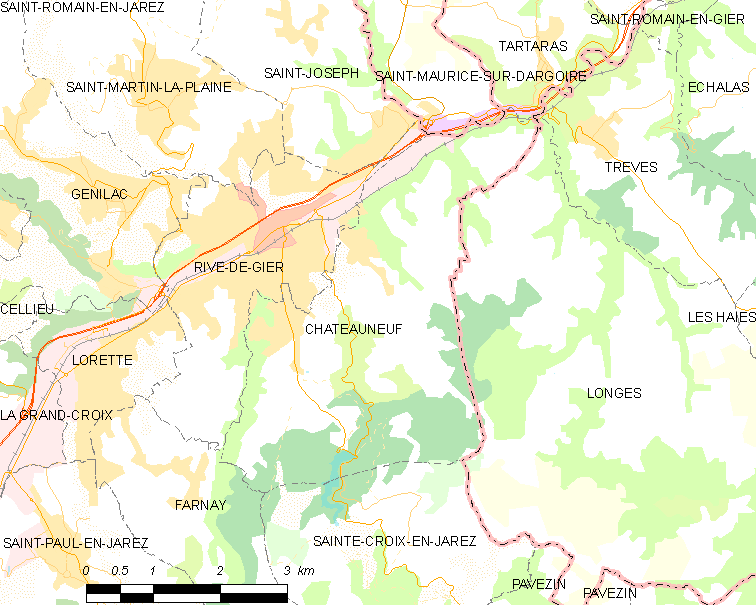
沙托讷夫的OSM定位图

## 行政
沙托讷夫的邮政编码为42800，INSEE市镇编码为42053。

## 政治
沙托讷夫所属的省级选区为里沃德日耶县。

## 交通
卢瓦尔省省道D6线和D30线经过境内。

## 人口

1962-2008年间沙托讷夫人口变化图示

沙托讷夫于2022年1月1日时的人口数量为1700人。